# Холхолицкий сельсовет
Холхолицкий сельсовет — упразднённая административно-территориальная единица на территории Борисовского района Минской области Белоруссии.

## История сельсовета
18 декабря 2009 года Холхолицкий сельсовет Борисовского района упразднён.
Населённые пункты Верховина, Дубовый Лог, Ельница, Загорье, Крацевичи, Мстенье, Нежицы, Остров, Рогатка, Холхолица, Яблочино включены в состав Веселовского сельсовета.

## Состав
Холхолицкий сельсовет включал 11 населённых пунктов:
- Верховина — деревня
- Дубовый Лог — деревня
- Ельница — деревня
- Загорье — деревня
- Крацевичи — деревня
- Мстенье — деревня
- Нежицы — деревня
- Остров — деревня
- Рогатка — деревня
- Холхолица — деревня
- Яблочино — деревня